# Juventino Rosas
José Juventino Policarpo Rosas Cadenas (Santa Cruz, 25 gennaio 1868 – Batabanó, 9 luglio 1894) è stato un compositore e violinista messicano.

## Biografia
Dopo aver studiato il violino da autodidatta, iniziò a suonare in bande di strada a Città del Messico. Si iscrisse al Conservatorio nel 1884 ma non dette alcun esame: di nuovo vi si iscrisse nel 1888 ma lo lasciò ancora una volta senza aver dato esami. Comunque la frequentazione della scuola non fu inutile perché servì al giovane per imparare il solfeggio e la teoria musicale.
Compose un valzer intitolato Carmen e dedicato a Carmen Romero, moglie del presidente Porfirio Díaz. Nel 1888 scrisse una marcia intitolata Cuauhtémoc e la sua opera principale, quella che lo avrebbe reso famoso: Junto al manantial ribattezzato poi Sobre las olas (Sopra le onde).
Conoscendo le difficoltà economiche nelle quali comunque il giovane compositore versava, il presidente Díaz gli regalò un pianoforte che però Rosas fu costretto a vendere per pagare i debiti che aveva accumulato. Anche i diritti sul valzer Sobre las olas furono da lui ceduti, per la stessa ragione, alla casa di edizioni musicali Wagner e Levien per soli 45 pesos.
Scrisse, nel breve arco della sua vita, molte altre composizioni. La morte, avvenuta per complicazioni della mielite, lo colse all'età di ventisei anni mentre si trovava a Cuba. Solo nel 1909 i suoi resti furono traslati a Città del Messico.
La sua più nota composizione (Sobre las olas) fu assai popolare come classico ballabile, ma fu molto usata (soprattutto negli U.S.A.) per accompagnare i numeri dei trapezisti e giocolieri nei circhi, così come nelle fiere, essendo una delle melodie più facilmente reperibili per gli organetti da strada. Viene suonata anche durante la celebre scena del pranzo nel film Il vedovo con Alberto Sordi e Franca Valeri.
Sulla sua vita furono girati due film biografici: il primo del 1933, dal titolo Sobre las olas, fu diretto da Miguel Zacarías e interpretato da Adolfo Girón; il secondo, sempre intitolato Sobre las olas, con Pedro Infante nei panni del musicista e la regia di Ismael Rodríguez.

## Opere
Valzer

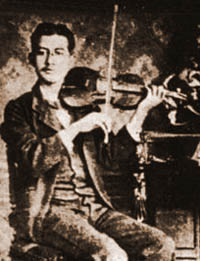
Juventino Rosas al violino (circa 1890)

- Dos pensamientos (antes de 1888, sin editorial)
- Sobre las olas (Über den Wellen - Over the Waves) (1888, A. Wagner y Levien, Mexico City)
- Carmen (1888, A. Wagner y Levien, Mexico City/Friedrich Hofmeister, Leipzig)
- Amelia (1890, A. Wagner y Levien, Mexico City/Friedrich Hofmeister, Leipzig)
- Aurora (1890, A. Wagner y Levien, Mexico City/Friedrich Hofmeister, Leipzig)
- Ensueño seductor (1890; A. Wagner y Levien, Mexico City/Friedrich Hofmeister, Leipzig)
- Ilusiones juveniles (1890, A. Wagner y Levien, Mexico City/Friedrich Hofmeister, Leipzig)
- Eva (1888-1891, editorial no claro, lo más probable A. Wagner y Levien, Mexico City)
- Josefina (1892, A. Wagner y Levien Sucs., Mexico City/Friedrich Hofmeister, Leipzig)
- Flores de margarita (1893, Eduardo Gariel, Saltillo/Robert Forberg, Leipzig)
- Soledad (1893, Eduardo Gariel, Saltillo/Robert Forberg, Leipzig)

Polche
- La cantinera (1888, A. Wagner y Levien, Mexico City/Friedrich Hofmeister, Leipzig)
- Carmela (1890, A. Wagner y Levien, Mexico City/Friedrich Hofmeister, Leipzig)
- Ojos negros (1891, A. Wagner y Levien, Mexico City/Friedrich Hofmeister, Leipzig)
- Flores de México (1893, Eduardo Gariel, Saltillo/Robert Forberg, Leipzig)

Mazurche
- Acuérdate (antes de 1888, A. Wagner y Levien, Mexico City)
- Lejos de ti (antes de 1888, H. Nagl. Sucs.)
- Juanita (1890, A. Wagner y Levien Sucs., Mexico City/Friedrich Hofmeister, Leipzig)
- Último adiós (1899, A. Wagner y Levien Sucs., Mexico City/Friedrich Hofmeister, Leipzig)

Schotishes
- El sueño de las flores (1888, (antes de 1888, A. Wagner y Levien, Mexico City/Friedrich Hofmeister, Leipzig)
- Floricultura-Schottisch (1888, (antes de 1888, A. Wagner y Levien, Mexico City/Friedrich Hofmeister, Leipzig)
- Lazos de amor (1888, A. Wagner y Levien Sucs., Mexico City/Friedrich Hofmeister, Leipzig)
- Julia (1890, A. Wagner y Levien Sucs., Mexico City/Friedrich Hofmeister, Leipzig)
- Salud y pesetas (1890, A. Wagner y Levien Sucs., Mexico City/Friedrich Hofmeister, Leipzig)
- Juventa (1892, A. Wagner y Levien Sucs., Mexico City/Friedrich Hofmeister, Leipzig)
- El espirituano (1894, manuscrito en el Archivo Provincial de Sancti Spíritus, Kuba)

Danze
- A Lupe (1888, A. Wagner y Levien, Mexico City/Friedrich Hofmeister, Leipzig)
- En el casino (1888, A. Wagner y Levien, Mexico City/Friedrich Hofmeister, Leipzig)
- Juanita (1888, A. Wagner y Levien, Mexico City/Friedrich Hofmeister, Leipzig)
- No me acuerdo (1888, A. Wagner y Levien, Mexico City/Friedrich Hofmeister, Leipzig)
- ¡Qué bueno! (1888, A. Wagner y Levien, Mexico City/Friedrich Hofmeister, Leipzig)
- ¿Y para qué? (1888, A. Wagner y Levien, Mexico City/Friedrich Hofmeister, Leipzig)
- Flores de Romana (1893, Eduardo Gariel, Saltillo)